# سویچی هاشیموتو
سویچی هاشیموتو (انگلیسی: Soichi Hashimoto؛ زادهٔ ۲۴ اوت ۱۹۹۱) جودوکار اهل ژاپن است.